# Lesve
Lesve is een plaats en deelgemeente van de Belgische gemeente Profondeville.
Lesve ligt in de provincie Namen en was tot 1 januari 1977 een zelfstandige gemeente.

## Demografische ontwikkeling
- Bronnen:NIS, Opm:1831 tot en met 1970=volkstellingen, inwonersaantal op 31 december